# 連合農学研究科
連合農学研究科（れんごうのうがくけんきゅうか、英: The United Graduate School of Agricultural Sciences）は複数の国立大学から構成される博士後期課程、農学の独立研究科である。全国6地区に設置されている。

## 全国の連合農学研究科
- 岩手大学大学院連合農学研究科[1]
  - 構成校: 岩手大学、弘前大学、山形大学[2]
- 東京農工大学大学院連合農学研究科[3]
  - 構成校: 東京農工大学、茨城大学、宇都宮大学[4]
- 岐阜大学大学院連合農学研究科[5]
  - 構成校: 岐阜大学、静岡大学[6]
- 鳥取大学大学院連合農学研究科[7]
  - 構成校: 鳥取大学、島根大学、山口大学[8]
- 愛媛大学大学院連合農学研究科[9]
  - 構成校: 愛媛大学、香川大学、高知大学[10]
- 鹿児島大学大学院連合農学研究科[11]
  - 構成校: 鹿児島大学、佐賀大学、琉球大学[12]

## 沿革
- 1985年（昭和60年）4月
  - 東京農工大学大学院連合農学研究科 (東京農工大学、茨城大学、宇都宮大学の連合)が設置される。
  - 愛媛大学大学院連合農学研究科 (愛媛大学、香川大学、高知大学の連合)が設置される。
- 1987年（昭和62年）4月 - 鹿児島大学大学院連合農学研究科〔鹿児島大学、佐賀大学、宮崎大学の3大学4研究科（前節既出のとおり鹿児島大学の2研究科を含むもの）の連合〕が設置される。
- 1989年（平成元年）4月 - 鳥取大学大学院連合農学研究科 (鳥取大学、島根大学、山口大学の連合) が設置される。
- 1990年（平成02年）4月 - 岩手大学大学院連合農学研究科 (岩手大学、弘前大学、山形大学、帯広畜産大学の連合) が設置される。
- 1991年（平成03年）4月 - 岐阜大学大学院連合農学研究科 (岐阜大学、信州大学、静岡大学の連合) が設置される。
- 1992年（平成04年）4月 - 琉球大学の加入により鹿児島大学大学院連合農学研究科が再編され、4大学（鹿児島大学、佐賀大学、宮崎大学、琉球大学）の連合体となる。
- 2007年（平成19年）4月 – 宮崎大学の離脱[注釈 1] により鹿児島大学大学院連合農学研究科が再々編され、3大学（鹿児島大学、佐賀大学、琉球大学）の連合体となる。
- 2010年（平成22年）4月 – 信州大学の離脱[注釈 2] により岐阜大学大学院連合農学研究科が再編され、2大学（岐阜大学と静岡大学）の連合体となる。
- 2018年（平成30年）4月 – 帯広畜産大学の離脱[注釈 3] により岩手大学大学院連合農学研究科が再編され、3大学（岩手大学、弘前大学、山形大学）の連合体となる。